# Лещівка (заповідне урочище)
Лещі́вка — заповідне урочище місцевого значення в Україні. Розташоване на території Голованівського району Кіровоградської області, поблизу села Лещівка.
Площа — 28 га, статус отриманий 2000 року. Перебуває у віданні: Лебединська сільська рада.

## Галерея

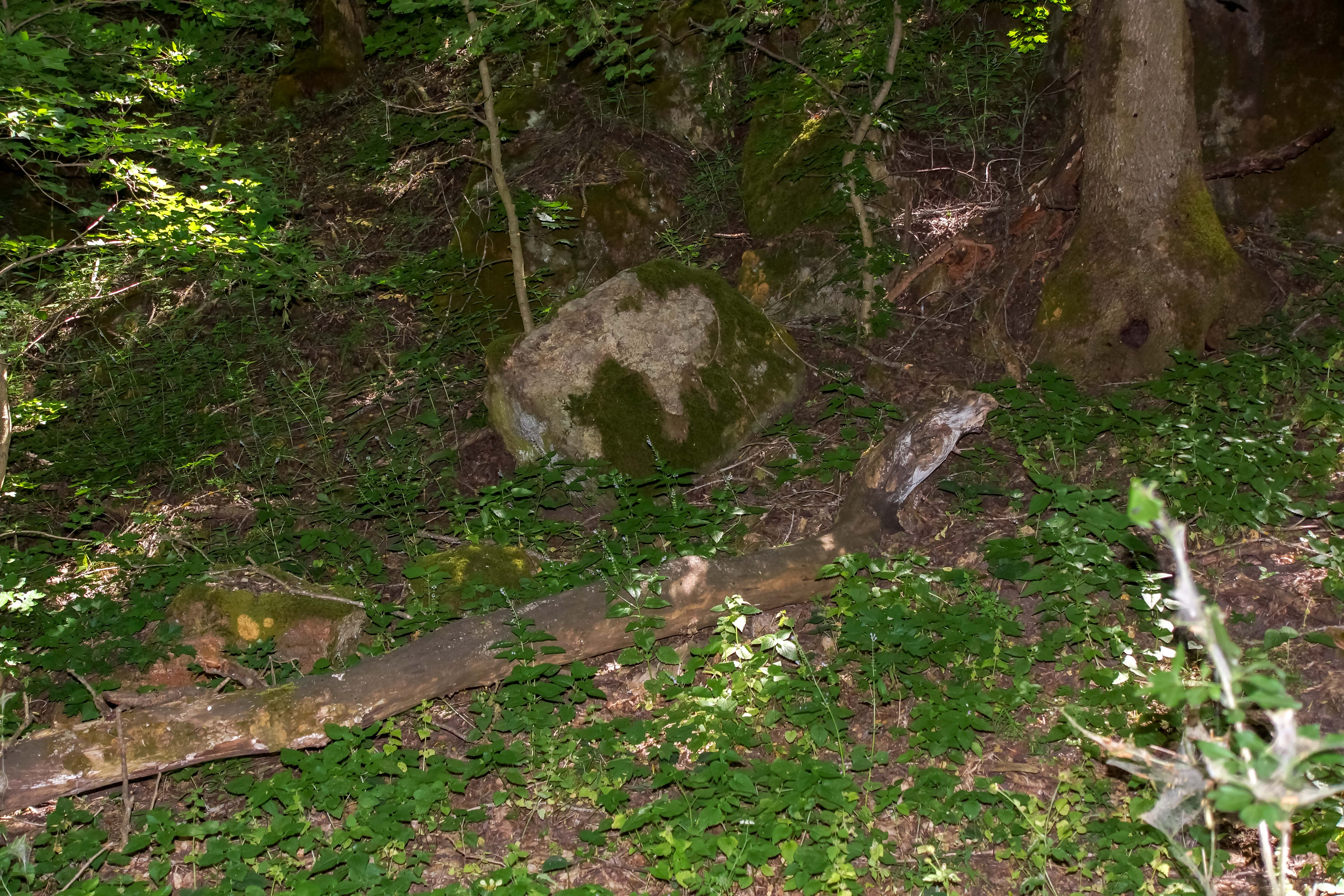
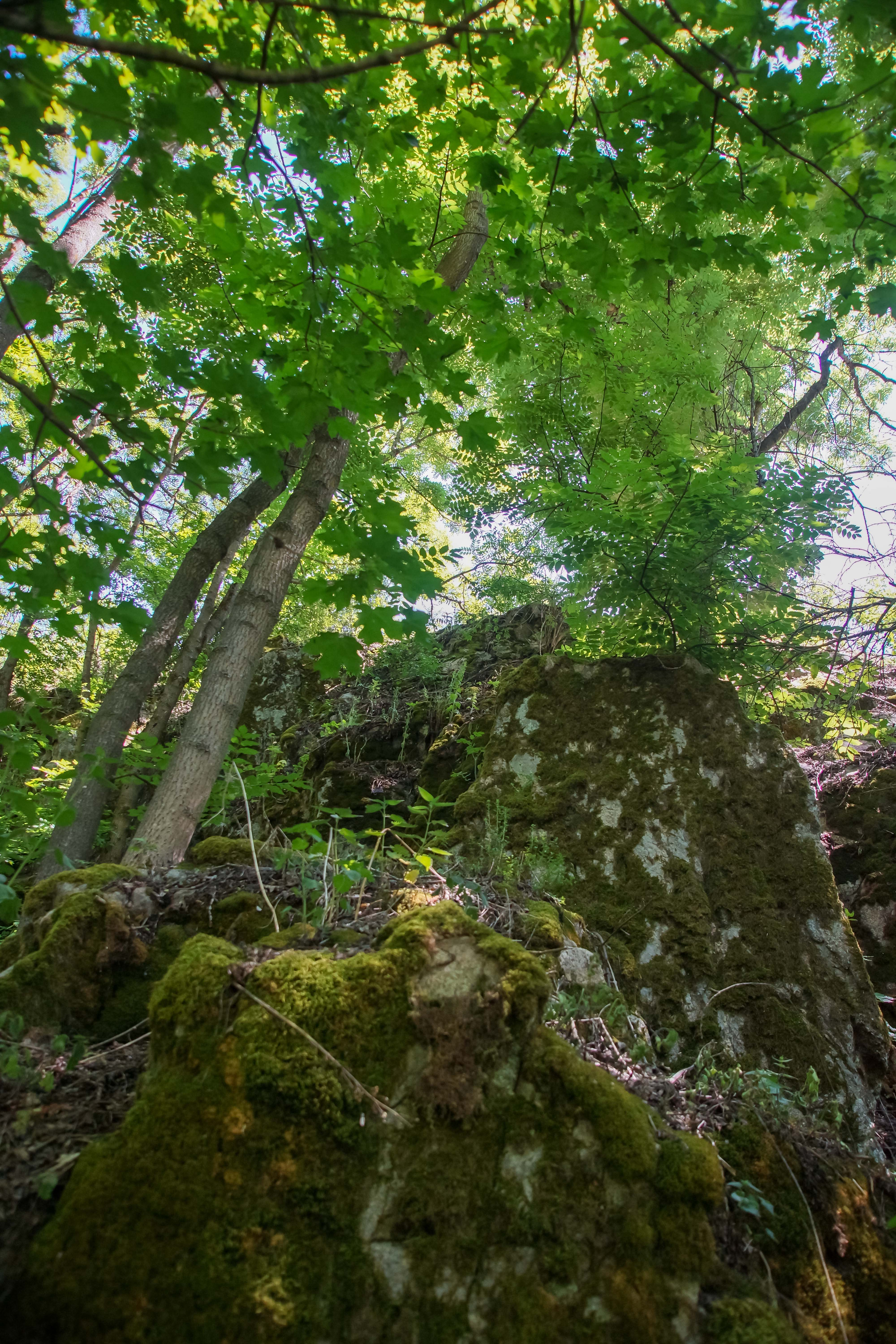
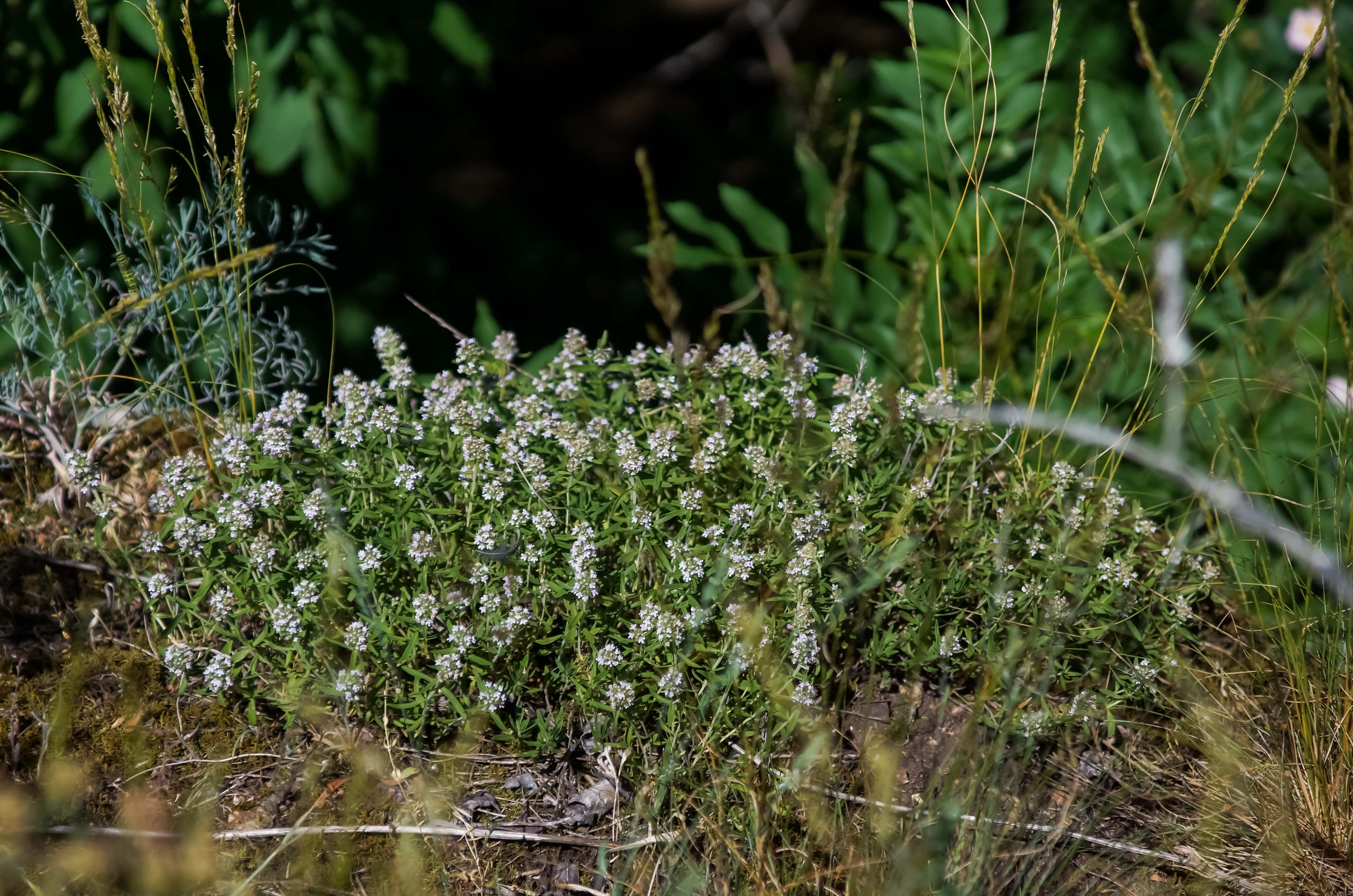